# Torrvikt
Torrvikt, massan av torrsubstans vid en provanalys eller hos en organism.